# Wereldkalender
De Wereldkalender (ook wel meerjarige kalender genoemd) is een voorstel om de gregoriaanse kalender te hervormen tot een kalender waarbij de dagen van de week ieder jaar opnieuw eenzelfde plaats krijgen (bijvoorbeeld dat Eerste kerstdag altijd op een maandag valt).

## Geschiedenis
Het concept voor deze kalender is al ontwikkeld in 1834 door Marco Mastrofini, maar werd bijna honderd jaar later pas serieus aan de orde gesteld door Elisabeth Achelis die in 1930 de World Calendar Association (WCA) oprichtte. Deze organisatie bepleitte de instelling van deze kalender eerst bij de Volkenbond en later bij de Verenigde Naties. In beide organisaties zijn in de jaren 30 en jaren 50 van de 20ste eeuw voorstellen voor een kalenderhervorming aan de orde geweest.
In 1955 raakte de WCA intern verdeeld en werd opgeheven. Hierna werd de International World Calendar Association (WCA-I) opgericht die nog steeds bestaat.

## Hoe werkt de Wereldkalender?
De Wereldkalender is een betrekkelijk eenvoudige wijziging van de gregoriaanse kalender van 1582. Het jaar wordt verdeeld in 12 maanden. Elk jaar begint met zondag 1 januari en daarna bestaat er steeds een vaste combinatie van datum en dag in de week. Het jaar is opgedeeld in vier kwartalen, elk kwartaal heeft 91 dagen. Januari, april, juli en oktober zijn steeds de eerste maand van een kwartaal en dat is steeds op een zondag. Deze maanden hebben 31 dagen, de overige maanden hebben 30 dagen. Op die manier zou een jaar altijd 364 dagen hebben. 
Een jaar duurt echter ruim 365 dagen en daarom is ieder jaar een extra dag nodig (Werelddag, tussen 30 december en 1 januari) en bovendien om de vier jaar een schrikkeldag (tussen 30 juni en 1 juli). Dit zijn feestdagen die niet binnen een week vallen, ze worden voorafgegaan door een zaterdag en gevolgd door een zondag.
De WCA-I pleitte voor invoering van deze kalender in 2012, want toen viel 1 januari ook op een zondag.

## Voordelen
Het voordeel van deze kalender is de eenvoudige structuur. Het jaar begint altijd met een zondag en elke andere datum valt steeds in dezelfde week. De kwartalen, elk bestaande uit 91 dagen, tellen precies 13 weken. Daardoor zijn statistieken die zijn gebaseerd op cijfers per kwartaal nog beter onderling vergelijkbaar. De jaarlijkse 'werelddag' op 31 december is een feestdag die los staat van een bepaalde religie of wat voor cultureel bepaald verschijnsel dan ook, het is de dag waarop de aarde aan een nieuw rondje begint. Dit geldt voor iedere aardbewoner. Dit is dus een feestdag voor de hele wereldbevolking, een dag die de verbondenheid van de mensheid zou kunnen symboliseren.
Verder is er een groot voordeel in landen waar kerstmis wordt gevierd. Eerste en tweede kerstdag vallen nu altijd op vaste dagen, maandag en dinsdag.

## Nadelen
Als grootste nadeel wordt gezien het doorbreken van het patroon van de zevendaagse week. Op zaterdag 30 december volgt geen zondag en om de vier jaar volgt op 30 juni geen zondag. Dat betekent een breuk met een traditie van duizenden jaren die werd ingesteld door de Babyloniërs (1800 tot 539 v. Chr.) of door het scheppingsverhaal. De regelmaat van de week van zeven dagen heeft sindsdien alle kalenderhervormingen overleefd; anders gezegd, als het vandaag dinsdag is, dan was het 7 × n dagen geleden ook dinsdag. Invoering van de Wereldkalender betekent grote problemen voor het vaststellen van religieuze feesten die gebaseerd zijn op de week van zeven dagen. Zo staat er in de bijbel, dat God bevolen heeft dat er eens in de zeven dagen een rustdag moet zijn (Genesis 2:3, Exodus 20:8-10). Wie die regelmaat onderbreekt, overtreedt een religieus gebod.
Als persoonlijk nadeel wordt ervaren dat iemand dan altijd op dezelfde dag in de week jarig is, net als persoonlijke feestdagen en gebeurtenissen.
De data 31 maart, 31 mei en 31 augustus zullen verdwijnen, hetgeen inhoudt dat (persoonlijke) feestdagen die op die dag vielen op een andere dag zullen moeten worden gevierd. Dit probleem geldt natuurlijk vanouds al voor degenen die op 29 februari zijn geboren.

## De Hanke-Henry Permanent Calendar
Op 27 december 2011 lanceerden de astrofysicus Richard Henry en de econoom Steve Hanke van de Johns Hopkins-universiteit in Baltimore (Maryland, VS) opnieuw het idee van een stabiele kalender die kan worden beschouwd als een minder controversiële variant op de wereldkalender.
Zij hebben een oplossing bedacht voor het religieuze bezwaar tegen de weken van acht dagen. Zij stellen voor om in bepaalde jaren na december een schrikkelweek (of minimaand) in te lassen. Deze week of minimaand heet Xtr. Een periode van 28 jaren bestaat dan uit 23 gewone jaren van 364 dagen en 5 schrikkeljaren van 371 dagen. 
Indien de kalender in 2012 was ingevoerd, zouden achtereenvolgens in 2015, 2020, 2026 en nog veel jaren daarna, zeven extra dagen aan het jaar moeten worden toegevoegd.
Vreemd genoeg wordt op de website van de World Calendar Association geen melding gemaakt van dit ontwerp. De website houdt vast aan ieder jaar een extra dag en in schrikkeljaren twee extra dagen (dus ook één of twee keer per jaar een week van acht dagen). De ontwerpers van de nieuwe kalender noemen dit bestaande ontwerp niet omdat samenwerking onmogelijk bleek. De media brengen daarom het idee voor een nieuwe kalender van Hanke en Henry als een volstrekt nieuw ontwerp.